# Poved
Povéd je pomenska enota, ki je sestavljena iz enega ali več stavkov in je v besedilu najpogosteje zaključena s piko. Kadar je stavkov več, so si ti lahko enakovredni ali pa tudi ne.
Enostavčne povedi so zgrajene le iz enega stavka, večstavčne pa iz dveh ali več. Stavki v večstavčni povedi so lahko povezani podredno, priredno ali soredno. Posebna vrsta povedi so razdružene povedi, pri katerih je daljša poved razdružena v več samostojnih povedi (zgled: Odšel sem. Iz hiše.). Razdružene povedi so slogovno zaznamovane; z njimi želi tvorec besedila posebej pridobiti pozornost naslovnika.